# ديف ويكفيلد
ديف ويكفيلد (بالإنجليزية: Dave Wakefield)‏ هو لاعب كرة قدم بريطاني في مركز الوسط، ولد في 15 يناير 1965 في ساوث شيلدز ‏ في المملكة المتحدة. لعب مع دارلينجتون إف سى ونادي توركي يونايتد.